# 法成寺 (豊島区)
法成寺（ほうじょうじ）は、東京都豊島区にある顕本法華宗の寺院。

## 歴史
1610年（慶長15年）に開山された。元々は両国矢ノ倉町（現・中央区東日本橋）に位置していたが、1644年（寛永21年）の火災で浅草に移転した。
1923年（大正12年）の関東大震災で焼失し、1943年（昭和18年）に現在地に移転した。1945年（昭和20年）の空襲で再度焼失した。戦後、他の什師法縁の寺院とともに日蓮宗から分離して顕本法華宗に属することになり、徐々に再建していった。

## 交通アクセス
- 西ケ原駅より徒歩17分。